# جوفاني بيتيناتو
جوفاني بيتيناتو (بالإيطالية: Giovanni Pettinato)‏ (ولد في 30 نيسان، 1934 في تروينا و توفي في 19 أيار, 2011 في روما) كان عالم خُطاطات لكتابات قديمة في الشرق، واختص في اللغة الإبلاوية
، و كانت أهم أعماله في فك تشفير خط اللغة الإبلاوية، والتي اكتشفها ماتياي في 1974.
تخرج بيتيناتو من جامعة هيدلبرغ في 1968، حيث درس لعشر سنوات، وبدأ تدريس علم الآشوريات في جامعة روما عام 1968.
فارق بيتيناتو حياته في 19 أيار عام 2011 بعمر 76 سنة، وكان فخراً لعديد من الجمعيات، منها أكاديمية لينشي 
و وألف العديد من المنشورات حول حظارات السومريين و الرافديين.